# Abraham Ortelius
Abraham Ortelius, Ortega, Orthellius (Antwerpen, 1527. április 14. – Antwerpen, 1598. június 28.) brabanti térképész, földrajztudós, az első modern atlasz, a Theatrum Orbis Terrarum (Világszínház) létrehozója.
Orteliust gyakran a németalföldi kartográfiai iskola egyik alapítójaként tartják számon (1570-es és 1670-es évek), az iskola egyik legjelentősebb alakja. Atlaszának 1570-es kiadását gyakran a németalföldi térképészet aranykora hivatalos kezdetének tekintik.

## Életpályája

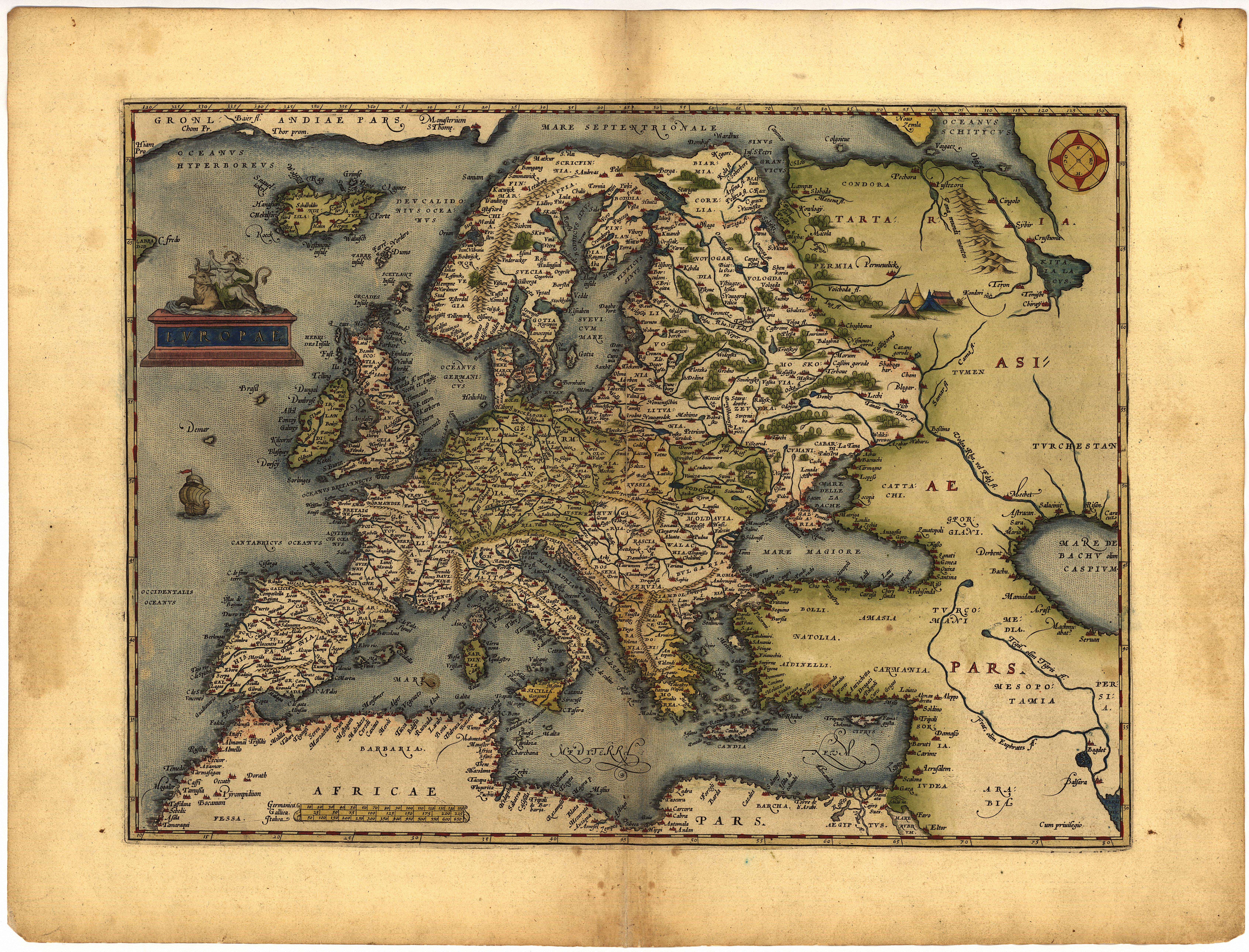
Abraham Ortellius Európát ábrázoló térképe

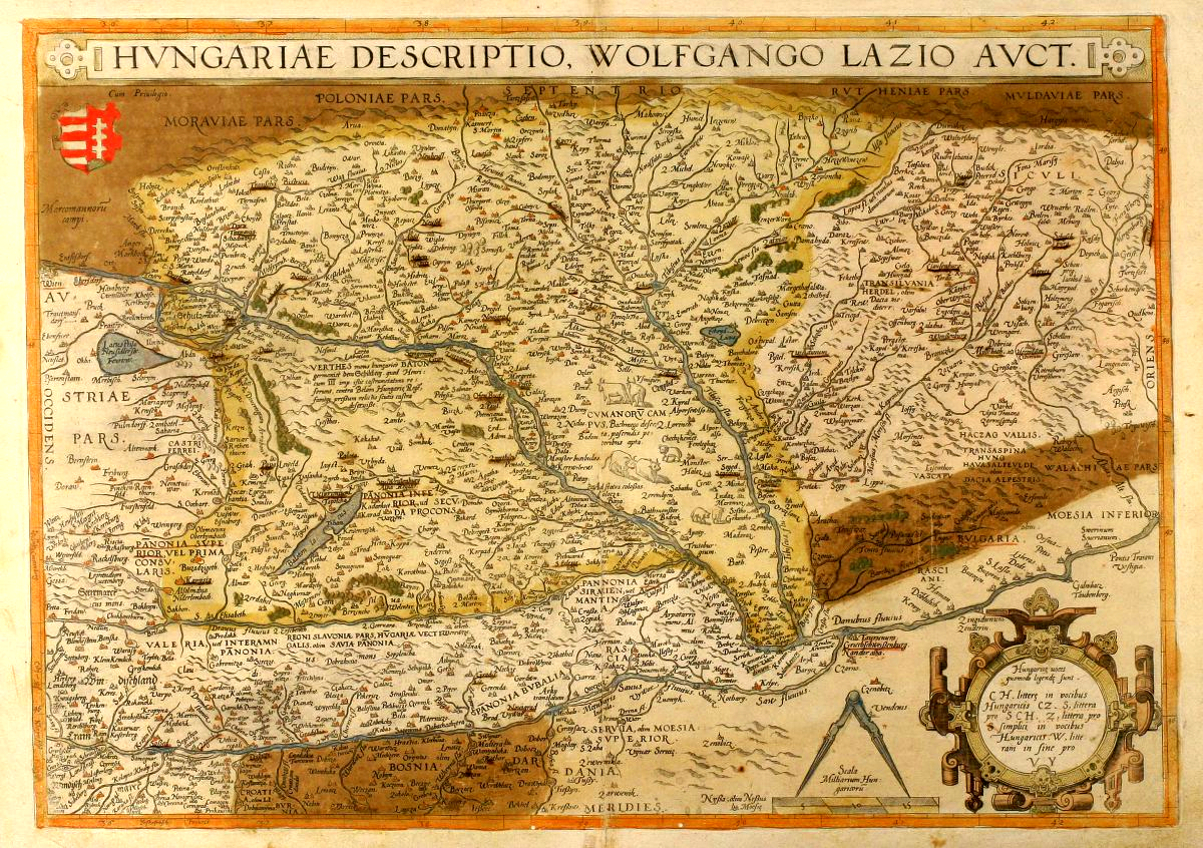
Ortelius munkájában jelent meg Wolfgang Lazius nagy Magyarország-térképének kisebbített és átszerkesztett változata

Antwerpenben született, a Tizenhét Tartományban. Az Orthellius család eredetileg Augsburgból származik. 1535-ben a család a protestantizmus gyanújába került. Ortelius apjának halála után nagybátyja, Jacobus van Meteren visszatért angliai vallási száműzetéséből, hogy gondoskodjon Orteliusról. Ábrahám közel állt Emanuel van Meteren unokatestvéréhez, aki később Londonba költözött. 1575-ben Arias Montanus ajánlására II. Fülöp spanyol király földrajtanárának nevezték ki.
Európába utazott, ahol bejárta dél-, nyugat-, észak- és kelet-Németország (pl. 1560, 1575–1576); Franciaország (1559–1560); Anglia és Írország (1576) és Olaszország (1578, talán kétszer vagy háromszor 1550 és 1558 között) tájait.
Térképíróként kezdett, 1547-ben belépett a Szent Lukács Antwerpeni Céhbe, mint térképvilágító jövedelemkeresetét könyvek, nyomatok és térképek készítésével egészítette ki, és az utazásai során évente látogatást tett Frankfurtba is, ahol 1554-ben találkozott Gerardus Mercatorral. 1560-ban Mercatorral utazott Trierbe, Lorraine-be, és Poitiers-be, úgy tűnik, hogy nagyrészt Mercator befolyása vonzotta egy tudományos földrajzi karrier felé.  1598-tól az atlasz ókori térképekkel bővült, így Ortelius egyben a történelmi térképészet megalapítójának számít.
Antwerpenben halt meg, 1598. június 28-án. A Szent Mihály apátság templomában helyezték örök nyugalomra.

## Munkássága
1564-ben jelentette meg első térképét, a Typus Orbis Terrarum-ot, a világ nyolcfalú faltérképeit, amelyen a Regio Patalis Locachot azonosították, mint a Terra Australis északi kiterjesztését, egészen Új-Guinea irányában. Ez a térkép később csökkentett formában jelent meg a Terrarumban (az egyetlen létező példány a Bázeli Egyetemi Könyvtárban van).  1565-ben megjelent egy kétoldalas térképe Egyiptomról, 1568-ban készítette el a Brittenburg-kastély tervét Hollandiában, 1567-ben Ázsia nyolclapos térképét és egy hatlapos térképet Spanyolországról.
Angliában Orteliussal kapcsolatban állt William Camden, Richard Hakluyt, Thomas Penny, a puritán ellentmondásos William Charke és Humphrey Llwyd, akik Angliában és Walesben az Ortelius 1573-as kiadványához járultak hozzá.
1578-ban az ősi földrajz kritikai kezelését alapozta Synonymia geographica (az Antwerpeni Plantin sajtó által kiadott és 1587-ben bővített formában Thesaurus geographicus formájában, 1596-ban ismét kibővítve.
Ő rajzolta az első térképet a Csendes-óceánról.

## A térképek modern használata
Az Ortelius térképek eredeti példányai népszerű gyűjtőelemek, és gyakran több tízezer dollárért adják el. Számos kiskereskedő számára elérhető a térképek fénymásolata is. Észak-és Dél-Amerikáról készült térkép is szerepel a világ legnagyobb, kereskedelmi forgalomban kapható, négy világtérképből álló kirakós játékában.